# Unter den Brücken
Unter den Brücken ist ein deutscher Schwarzweiß-Spielfilm aus dem Jahr 1944/45 nach dem Vorbild europäischer Filmbewegungen dieser Zeit. Er wurde vom 8. Mai bis Oktober 1944, während die Fronten des Zweiten Weltkrieges bereits Deutschland erreichten, in Berlin, Potsdam sowie im westlich der deutschen Hauptstadt gelegenen Havelland gedreht und spielt im Berufsleben der Binnenschifffahrt. Als ein sogenannter Überläufer-Film erlebte er seine Uraufführung erst im Juli 1946 in Locarno.

## Handlung

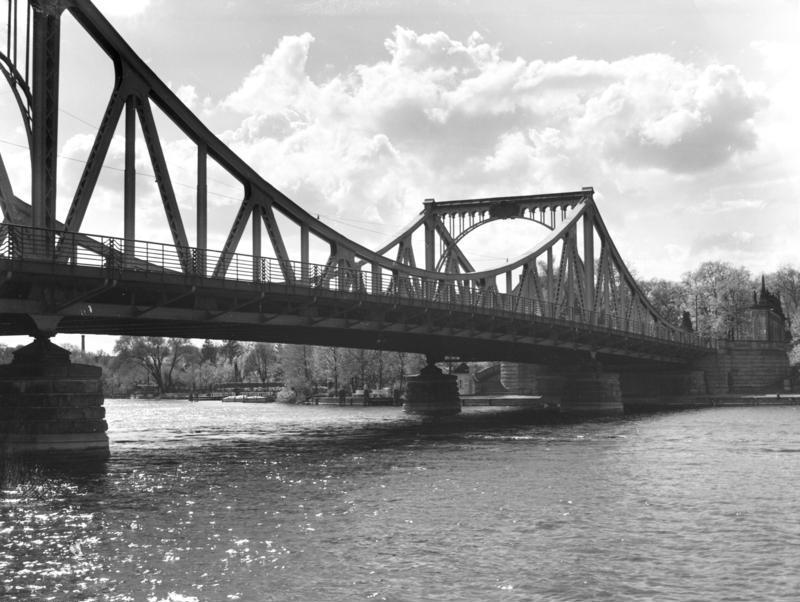
Glienicker Brücke etwa zwischen 1928 und 1944

Im Film sind die Protagonisten Hendrik und Willy mit einem Lastkahn (anfangs die „Liese-Lotte“) im Verband mehrerer Kähne ständig auf den Kanälen und Flüssen zwischen Berlin und Rotterdam unterwegs. Die beiden befreundeten jungen Partikuliere, beide gemeinsam Eigner, leben Tag und Nacht auf ihrem Kahn, der ihnen seit elf Jahren (in der Filmzeit seit 1933) gehört.
Sie haben hin und wieder Liebesaffären an Land, stellvertretend dargestellt durch eine Kellnerin im Café Meseritz und eine weitere Frau (im Film in Havelberg). Wegen Verwechselungen der Vornamen der Frauen oder der aufgegebenen Bestellung erkennen die Schiffer, dass oberflächliche Affären für ihr vom Weg des Schleppkahns abhängiges Leben an Bord nicht gut für sie sind. Sie beschließen das zu ändern. Fortan träumen beide von festen Bindungen und einem eigenen Motor für ihren Kahn.
In einer Sommernacht hat ihr Kahnverband an einer Brücke auf ihrer Fahrt in Richtung Berlin (im Film an der Glienicker Brücke zwischen Potsdam und Berlin) festgemacht. Willy fällt vom Kahn aus eine weinende junge Frau auf, die sich anscheinend in die Havel stürzen will und macht Hendrik aufmerksam. Sie springt jedoch nicht, wirft aber einen Zehn-Mark-Schein von der Brücke, den die beiden aus dem Wasser fischen. Weil der letzte Bus schon weg ist, bietet Hendrik der Frau, die sich als Anna Altmann vorstellt, an – nachdem sie von ihm ihr Geld für ein Hotelzimmer in Potsdam zurückfordert –, auf den Kahn zu kommen und wie auf einem Sterndampfer für die zehn Mark nach Berlin zurückzufahren, wo sie eine kleine Wohnung hat. Sie nimmt an und übernachtet in der Kajüte, während die zwei Schiffer am Bug schlafen. Während der Nacht kommt es zu einer romantischen Szene, in der Hendrik Anna über die ihr unbekannten besonderen Geräusche an Bord eines Kahnes, die er „eine feine Musik zum Einschlafen“ nennt, aufklärt.
Schon bald verlieben sich beide in sie, und da sie sehr unterschiedlich sind – der eine eher versonnen, der andere jovial-listig – jeder auf seine Weise. Während des Anlegemanövers (im Film am Berliner Schiffbauerdamm) beschließen Hendrik und Willy Anna den Vorschlag zu machen, auf der nächsten Fahrt nach Rotterdam mit einem der beiden an Bord zu bleiben, um herauszufinden, für wen von ihnen sich Anna entscheidet. Nachdem Willy, der beschlossenermaßen Anna die Vereinbarung offerieren soll, etwas taktlos versucht sie zur Rede zu stellen, wo die zehn Mark denn herstammten, Anna aber die Herkunft des Geldes nicht kundtun will, kommt es zum Konflikt. Gekränkt verlässt Anna den festgemachten Kahn. Im Weggehen verrät Anna von einer Fußgängerbrücke (im Film die ehemalige Schlütersteg-Brücke) den beiden, die unten auf ihrem Kahn stehen, dass sie sich das Geld durch Modellstehen verdient habe. Es folgt eine fast heitere Szene, in der Hendrik und Willy zunächst unwissend voneinander im gleichen Museum nach Bildern mit Anna suchen und sich dabei in einem Ausstellungssaal gegenseitig ertappen.
Danach schließen die beiden Männer ein Abkommen: Wer Anna für sich gewinnen kann, muss auf seinen Anteil am Kahn verzichten. Willy geht an Land und heuert als Kranführer in einem der Binnenhäfen Berlins (im Film Teile des Osthafens) an, während Hendrik mit einem neuen Schiffsjungen weiter auf dem Schiff Lasten nach Rotterdam fährt. Er kommt einmal bis in die Rheinmündung und steuert dort auf einen überwältigenden Abendhimmel überm Meer zu, wo die Kameraführung verrät, dass dort in der Ferne eine andere, glücklichere Welt liegen könnte. Dies gehört in die von der Filmzensur unbeanstandete Zeichensprache eines scheinbar ganz unpolitischen Käutner-Films, der es dennoch deutlich vermeidet, Nazideutschland für die beste aller Welten zu erklären.
Willy wirbt derweil um Anna. Sie erzählt ihm, warum sie den Geldschein von der Brücke warf: Sie wollte eine schlechte Erinnerung loswerden. Ursprünglich aus Schlesien aus der Gegend um Görlitz stammend, fühlte sie sich sehr einsam in Berlin. Um unter Leute zu kommen, hatte sie einen Ausflug zum Wannsee gemacht, dort einen Maler kennengelernt und sich in ihn verliebt. Als er sie bat, für ihn Modell zu stehen, kam sie in der Hoffnung, er würde ihre Neigung erwidern, in sein Atelier. Doch nach einer Sitzung als Aktmodell erhielt sie lediglich zehn Mark für ihre Mühe.
Willy merkt, dass er für Anna nur ein guter Freund ist. Er spürt, dass Anna in Hendrik verliebt ist. Also arrangiert er ein unerwartetes Stelldichein für die beiden. Auch wenn es Willy nicht leicht fällt, verzichtet er schließlich auf die Erfüllung des Abkommens und fährt mit Anna und Hendrik künftig gemeinsam mit dem Lastkahn, der nun „Anna“ heißt, unter den Brücken entlang.

## Hintergrund

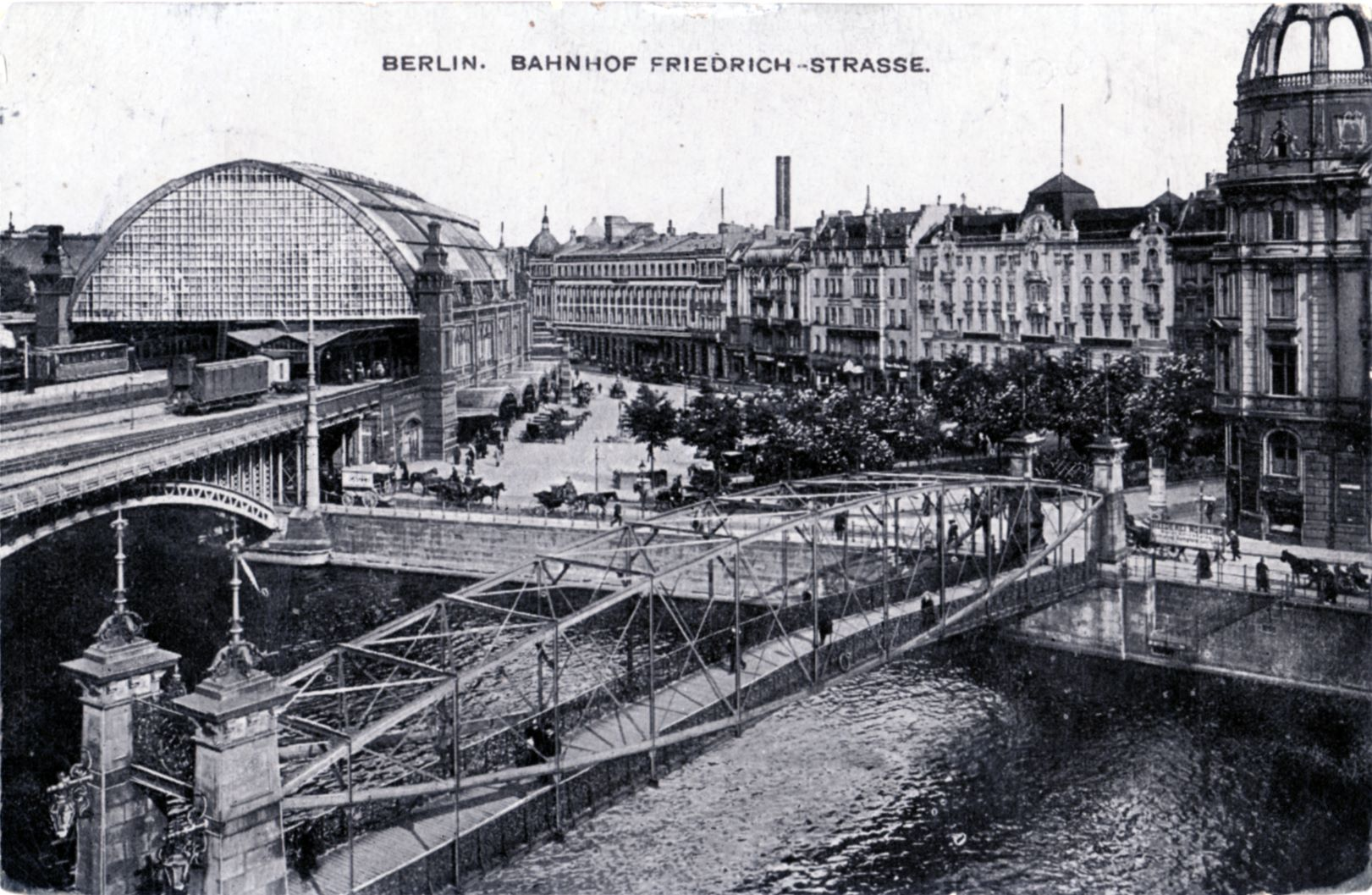
Berliner Schlütersteg um 1900

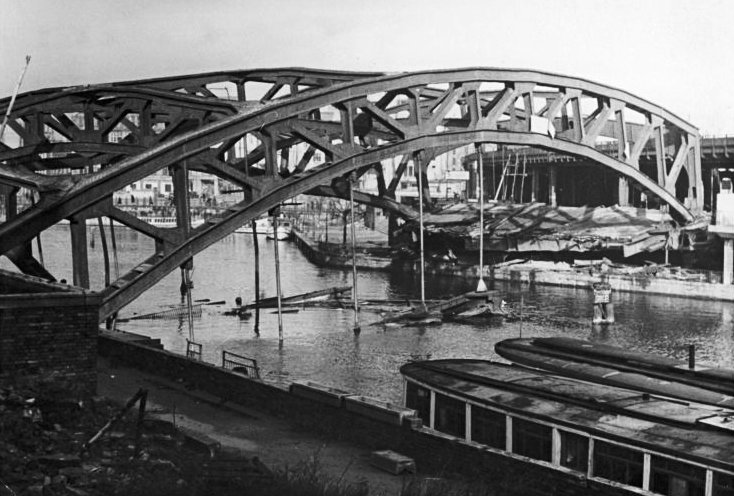
Berliner Jannowitzbrücke nach der Zerstörung

Gedreht wurde unter anderem an der Glienicker Brücke, in Werder (Havel), Havelberg, Rathenow und Potsdam sowie an Berliner Orten wie seinen Binnenhäfen, dem Tiergarten, im Bahnhof Berlin Jannowitzbrücke und auf der gleichnamigen Brücke, einer kurz nach den Dreharbeiten zerstörten und wiedererbauten Spreebrücke sowie auf dem Schlütersteg, einer ebenfalls kurz danach zerstörten Brücke zwischen dem Schiffbauerdamm und dem Bahnhof Berlin Friedrichstraße, die jedoch nicht wieder aufgebaut wurde. Das Filmwerk ist vor allem für die Drehorte in Berlin ein Zeitdokument für das Antlitz der Stadt zwischen ersten Bombentreffern – einige Häuser am Schiffbauerdamm zeigen im Film Schäden – und der noch nicht durch die massiven Verwüstungen der letzten Kriegsmonate gezeichneten Stadt.
Der für die Dreharbeiten verwendete Schleppkahn Anna gehörte der Familie Anna & Hermann Schüler mit Heimathafen Zerpenschleuse. Gut erkennbar ist in einigen Schlüsselszenen die Eichtafel am Bug, worauf das Eichzeichen HEe 75 (für das Eichamt Havel-Eberswalde Eichschein-Nr. 75) gut lesbar zu sehen ist. Darunter die Angabe der Tonnage des Schiffes mit 291 Tonnen. Das Schiff selbst hatte eine Länge von 40,12 Meter, eine Breite von 4,86 und einen maximalen Tiefgang von 2,31 Meter, was etwa dem damals gängigen Finowmaß entsprach. Erbaut wurde das Schiff 1930 aus Stahl. Über den Verbleib des Schleppkahnes nach Kriegsende ist bislang nichts bekannt geworden.
Der Film lag im März 1945 der Zensurbehörde vor, gelangte aber nicht mehr in die deutschen Kinos. Es ist fraglich, ob überhaupt noch Filmtheater ihren Spielbetrieb im April 1945 aufrechterhalten konnten. Die deutsche Erstaufführung fand erst am 15. Mai 1950 in Göttingen statt. Im deutschen Fernsehen war der Film erstmals am 12. März 1973 um 21 Uhr im ZDF zu sehen.

## Themen und Wirkung
Oberflächlich ist der Film eine zeitlose Liebesgeschichte, bei der das Symbol des Lastkahnes, von Schleppern zwischen Oder und Nordsee gezogen, als eine schwimmende Insel „unter den Brücken“ im Zentrum steht.
Die besonderen künstlerischen Qualitäten dieses sehr ruhig angelegten, Bild und Musik klug einsetzenden Käutner-Werks haben ihm einen Platz in der Filmgeschichte gesichert. Das Lexikon des deutschen Films nennt es 1995 ein Meisterwerk und bescheinigt ihm „Momente poetischer Klarheit […] fernab von den Heroismus- und Durchhalteparolen seiner Entstehungszeit, […] einfühlsame Musik (Bernhard Eichhorn) und Darsteller, die den optischen Realismus in Ausdruck und Habitus kongenial umsetzten.“ 

## Kritiken
In einer Umfrage unter über 300 Filmexperten wurde Unter den Brücken im Jahr 1995 auf Platz 18 der wichtigsten deutschen Filme gewählt.

„Eine kleine alltägliche Geschichte mit Poesie, Realismus, viel Atmosphäre und einem Schuß Humor, unprätentiös und präzise inszeniert.“

„Makellos ist die Kameraarbeit, die den Film zu einer einzigen Etüde in Licht und Schatten macht, von den Bildern des Vorspanns, die in gewagten Schrägen himmelwärts die Fahrt unter Brücken zeigen, bis zur Szene einer großen Aussprache im Ruderboot. Nur in Teilen sichtbar ist zu Beginn Annas Gesicht, in den Schatten der Nacht gehüllt, aus dem in fast natürlich wirkender Künstlichkeit die beleuchteten Partien stechen. Man kann das auch ‚poetischen Realismus‘ nennen. Und Helmut Käutner damit – darf ich es aussprechen? – durchaus auch neben Jean Renoir oder Marcel Carné stellen.“

„‚Wir lebten verträumt neben der Zeit und lenkten uns durch die Arbeit von all dem Schrecken ab‘, erzählte Käutner später und schuf 1944 diese unglaublich dichte, atmosphärische Romanze voller filmischer Einfälle und vor allem voller Leichtigkeit, Zartheit und Poesie.“

„Obwohl der Film noch vor dem Kriegsende eine Freigabe erhielt, zeigt sich in der verträumten Schilderung einer ganz privaten Idylle abseits der damaligen innerdeutschen Realität eine gewisse Verweigerung von Seiten Käutners, der es in seiner Karriere wiederholt verstand, sein Werk nicht in den Dienst der Nazi-Ideologie zu stellen.“